# Bloemfontein Celtic Football Club
Il Bloemfontein Celtic Football Club è una società calcistica sudafricana, con sede nella città di Bloemfontein. Milita nella Second Division, la terza serie del campionato sudafricano.
Nella sua storia, ha militato per svariati anni nella massima serie del campionato sudafricano. Disputava le partite interne al Free State Stadium.

## Storia
La squadra, fondata nel 1969 per volontà di Norman Mathobisa e Victor Mahatanya, trae il nome dal sodalizio scozzese del Celtic.
Nell'agosto 2021 la squadra viene trasferita a Durban, nella provincia del KwaZulu-Natal, per dare origine al Royal AM.

## Allenatori
- Paul Dolezar (2005–06)
- Tony De Nobrega (2006–07)
- Khabo Zondo (2007–2008)
- David Modise (interim) (2008)
- Mich d'Avray (2008)
- Owen Da Gama (2008–2010)
- Clinton Larsen (2010–2013)
- Ernst Middendorp (2013–2014)

## Palmarès

### Competizioni nazionali
- Coppa di Lega sudafricana: 1

2012
- MTN 8: 1

2005
- National First Division: 1

2003-2004

### Competizioni regionali
- FS Premier's Cup

2024

### Competizioni giovanili
- Reserve League: 1

2018-2019

### Altri piazzamenti
- Coppa del Sudafrica:

Finalista: 2019-2020
- Coppa di Lega sudafricana:

Finalista: 2017
Semifinalista: 2008
- National Soccer League:

Terzo posto: 1985

## Rose

### Rosa 2019-2020
Aggiornato all'8 ottobre 2019
| N. |                      | Ruolo | Calciatore           |
| -- | -------------------- | ----- | -------------------- |
| 2  | Sudafrica (bandiera) | D     | Mpusana Tani         |
| 3  | Sudafrica (bandiera) | D     | Mzwanele Mahashe     |
| 5  | Sudafrica (bandiera) | D     | Wandisile Letlabika  |
| 7  | Sudafrica (bandiera) | C     | Maloisane Ramasimong |
| 8  | Sudafrica (bandiera) | C     | Lantshene Phalane    |
| 9  | Lesotho (bandiera)   | A     | Sera Motebang        |
| 10 | Sudafrica (bandiera) | A     | Ndumiso Mabena       |
| 11 | Sudafrica (bandiera) | A     | Tebogo Potsane       |
| 12 | Sudafrica (bandiera) | C     | Neo Maema            |
| 13 | Sudafrica (bandiera) | C     | Siphelele Luthuli    |
| 14 | Sudafrica (bandiera) | A     | Tumelo Njoti         |
| 15 | Zimbabwe (bandiera)  | D     | Ronald Pfumbidzai    |
| 16 | Sudafrica (bandiera) | P     | Jackson Mabokgwane   |
| 17 | Sudafrica (bandiera) | A     | Rendani Ndou         |
| 18 | Sudafrica (bandiera) | C     | Given Mashikinya     |
| 19 | Sudafrica (bandiera) | D     | Sello Matjila        |
| 20 | Sudafrica (bandiera) | C     | Ryan De Jongh        |

| N. |                           | Ruolo | Calciatore        |
| -- | ------------------------- | ----- | ----------------- |
| 21 | Sudafrica (bandiera)      | C     | Victor Letsoalo   |
| 22 | Sudafrica (bandiera)      | D     | Tshepo Rikhotso   |
| 23 | Sudafrica (bandiera)      | C     | Tumiso Mogakwe    |
| 24 | Sudafrica (bandiera)      | D     | Thato Lingwati    |
| 25 | Sudafrica (bandiera)      | D     | Justice Chabalala |
| 26 | Sudafrica (bandiera)      | C     | Sifiso Ngobeni    |
| 27 | Rep. del Congo (bandiera) | A     | Harris Tchilimbou |
| 28 | Sudafrica (bandiera)      | D     | Teboho Khasipe    |
| 29 | Sudafrica (bandiera)      | C     | Tumelo Mangweni   |
| 31 | Sudafrica (bandiera)      | P     | Sipho Chaine      |
| 32 | Sudafrica (bandiera)      | P     | Mondli Mpoto      |
| 33 | Sudafrica (bandiera)      | C     | Jacky Motshegwa   |
| 34 | Sudafrica (bandiera)      | C     | Andile Fikizolo   |
| 35 | Sudafrica (bandiera)      | C     | Lucky Baloyi      |
| 36 | Sudafrica (bandiera)      | D     | Aviwe Nyamende    |
| 50 | Sudafrica (bandiera)      | C     | Menzi Masuku      |

### Rosa 2015-2016
| N. |                      | Ruolo | Calciatore          |
| -- | -------------------- | ----- | ------------------- |
| 2  | Sudafrica (bandiera) | D     | Keamogetse Wolff    |
| 3  | Sudafrica (bandiera) | D     | Mthokozisi Dube     |
| 4  | Sudafrica (bandiera) | C     | Musa Nyatama        |
| 5  | Sudafrica (bandiera) | D     | Wandisile Letlabika |
| 6  | Sudafrica (bandiera) | C     | Keagan Buchanan     |
| 7  | Sudafrica (bandiera) | C     | Lyle Lakay          |
| 8  | Sudafrica (bandiera) | C     | Lantshene Phalane   |
| 9  | Sudafrica (bandiera) | C     | Tshegofatso Mabaso  |
| 11 | Sudafrica (bandiera) | C     | Wayde Jooste        |
| 12 | Sudafrica (bandiera) | D     | Thapelo Morena      |
| 14 | Sudafrica (bandiera) | A     | Lerato Lamola       |
| 15 | Sudafrica (bandiera) | C     | Vuyani Ntanga       |
| 16 | Sudafrica (bandiera) | D     | Bevan Fransman      |
| 17 | Uganda (bandiera)    | A     | Geoffrey Massa      |

| N. |                      | Ruolo | Calciatore         |
| -- | -------------------- | ----- | ------------------ |
| 20 | Sudafrica (bandiera) | D     | Thabang Matuka     |
| 21 | Burundi (bandiera)   | A     | Fiston Abdul Razak |
| 22 | Sudafrica (bandiera) | D     | Mbhazima Rikhotso  |
| 23 | Sudafrica (bandiera) | C     | Vusi Shikweni      |
| 24 | Mozambico (bandiera) | A     | Hélder Pelembe     |
| 26 | Sudafrica (bandiera) | D     | Aphiwe Lubisi      |
| 27 | Sudafrica (bandiera) | D     | Alfred Ndengane    |
| 29 | Sudafrica (bandiera) | P     | Ayanda Mtshali     |
| 30 | Camerun (bandiera)   | P     | Patrick Tignyemb   |
| 31 | Sudafrica (bandiera) | P     | Bongani Mpandle    |
| 32 | Sudafrica (bandiera) | A     | Julius Likontsane  |
| 34 | Sudafrica (bandiera) | D     | Thato Haraba       |
| 42 | Sudafrica (bandiera) | C     | Dumisani Zum       |
| 44 | Sudafrica (bandiera) | C     | Shane April        |

### Rosa 2013-2014
| N. |                      | Ruolo | Calciatore          |
| -- | -------------------- | ----- | ------------------- |
| 2  | Sudafrica (bandiera) | D     | Thabo Nthethe       |
| 3  | Malawi (bandiera)    | D     | Limbikani Mzava     |
| 4  | Sudafrica (bandiera) | D     | Tsietsi Mahoa       |
| 5  | Sudafrica (bandiera) | D     | Wandisile Letlabika |
| 6  | Sudafrica (bandiera) | C     | Keagan Buchanan     |
| 7  | Sudafrica (bandiera) | C     | Lyle Lakay          |
| 8  | Ghana (bandiera)     | C     | John Arwuah         |
| 10 | Sudafrica (bandiera) | C     | Musa Nyatama        |
| 11 | Sudafrica (bandiera) | C     | Wayde Jooste        |
| 13 | Sudafrica (bandiera) | D     | Johannes Motlhaping |
| 14 | Sudafrica (bandiera) | A     | Lerato Lamola       |
| 15 | Sudafrica (bandiera) | C     | Vuyani Ntanga       |
| 16 | Sudafrica (bandiera) | D     | Banele Ndlovu       |

| N. |                      | Ruolo | Calciatore        |
| -- | -------------------- | ----- | ----------------- |
| 17 | Botswana (bandiera)  | C     | Joel Mogorosi     |
| 19 | Sudafrica (bandiera) | D     | Tumelo Mogapi     |
| 20 | Sudafrica (bandiera) | D     | Clayton Daniels   |
| 22 | Sudafrica (bandiera) | C     | Tladi Majake      |
| 23 | Sudafrica (bandiera) | C     | Ruzaigh Gamildien |
| 24 | Sudafrica (bandiera) | D     | Auguston Leonard  |
| 25 | Sudafrica (bandiera) | C     | Lerato Manzini    |
| 28 | Sudafrica (bandiera) | A     | Thapelo Morena    |
| 29 | Sudafrica (bandiera) | P     | Thembalethu Moses |
| 30 | Camerun (bandiera)   | P     | Patrick Tignyemb  |
| 31 | Sudafrica (bandiera) | P     | Bongani Mpandle   |
| 34 | Sudafrica (bandiera) | P     | Thato Haraba      |
| 42 | Malawi (bandiera)    | A     | Gabadinho Mhango  |

### Rosa 2008-2009
| N. |                      | Ruolo | Calciatore          |
| -- | -------------------- | ----- | ------------------- |
| 1  | Sudafrica (bandiera) | P     | Shu-Aib Walters     |
| 2  | Sudafrica (bandiera) | D     | Thabo Nthethe       |
| 3  | Sudafrica (bandiera) | D     | Keamogetse Wolff    |
| 4  | Sudafrica (bandiera) | C     | Tumelo Nhlapo       |
| 5  | Sudafrica (bandiera) | C     | Kamohelo Mabuya     |
| 7  | Sudafrica (bandiera) | C     | Patrick Malokase    |
| 6  | Uganda (bandiera)    | D     | Timothy Batabaire   |
| 8  | Sudafrica (bandiera) | C     | Grant Smit          |
| 9  | Sudafrica (bandiera) | C     | Soul Mmethi         |
| 10 | Sudafrica (bandiera) | C     | Kleinbooi Taaibos   |
| 11 | Sudafrica (bandiera) | A     | Moses Spandeel      |
| 12 | Sudafrica (bandiera) | C     | Solomon Mathe       |
| 13 | Sudafrica (bandiera) | D     | Johannes Motlhaping |
| 14 | Sudafrica (bandiera) | A     | Shaun Bartlett      |

| N. |                         | Ruolo | Calciatore          |
| -- | ----------------------- | ----- | ------------------- |
| 15 | Sudafrica (bandiera)    | D     | Mark Mayambela      |
| 16 | Sudafrica (bandiera)    | D     | Mbuyiselo Sambu     |
| 17 | Sudafrica (bandiera)    | A     | Darrel Smith        |
| 18 | Malawi (bandiera)       | C     | John Maduka         |
| 19 | Sudafrica (bandiera)    | C     | Mzondi Mthombeni    |
| 20 | Malawi (bandiera)       | C     | Fischer Kondowe     |
| 21 | RD del Congo (bandiera) | D     | Cyrille Mubiala     |
| 22 | Sudafrica (bandiera)    | A     | Petros Mahlatsi     |
| 23 | Uganda (bandiera)       | A     | Geoffrey Sserunkuma |
| 24 | Sudafrica (bandiera)    | A     | Dikotsi Ntho        |
| 25 | Sudafrica (bandiera)    | D     | Billy Ratsoana      |
| 30 | Camerun (bandiera)      | P     | Patrick Tignyemb    |
| 31 | Sudafrica (bandiera)    | P     | Thabang Stemmer     |
| 33 | Sudafrica (bandiera)    | D     | Ditheko Mototo      |